# Group Home
Group Home – hip-hopowy duet, w którego skład wchodzą Lil' Dap i Melachi the Nutcracker. Rozgłos osiągnęli jako członkowie znanego Gang Starr Fundation, obok takich artystów jak DJ Premier i Guru, Afu-Ra, Bahamadia, Big Shug oraz Jeru The Damaja.
Lil' Dap zadebiutował utworem „I'm The Man” na płycie Gang Starr – Daily Operation z 1992. Lil' Dap i Melachi the Nutcracker pojawili się razem na kolejnej płycie Gang Starr – Hard to Earn w utworach „Speak Ya Clout” oraz „Words From The Nutcracker”. W 1995 wydali swój debiutancki album Livin’ Proof, który został bardzo dobrze odebrany, w dużej mierze dzięki znaczącemu wkładowi DJ-a Premiera w produkcję albumu.
Swój drugi album, A Tear for the Ghetto wydali w 1999. W 2005 Lil' Dap razem z takimi raperami jak Vienio i Pele, JWP, PeZet i O.S.T.R. wziął udział w polskim w projekcie U Ciebie w Mieście 2. Najnowszym albumem elementu Group Home czyli Lil' Dap'a jest materiał wydany w 2008 roku o nazwie I.A.Dap wydany przez Babygrande Records.

## Dyskografia
- Livin’ Proof (1995)
- A Tear for the Ghetto (1999)
- Where Back (2008)
- Gifted Unlimited Rhymes Universal (2010)
- Forever (2017)